# Saison 7 des Contes de la crypte
Chronologie
Saison 6
Cet article présente le guide de la septième saison de la série télévisée Les Contes de la crypte.
Cette saison est inédite en France et dans les pays francophones. Les titres francais présentés ici sont des traductions du titre original et ne sont donc pas officiels. Les [[DVD]] zone 1 ne possèdent pas de sous-titres Français.

## Production
Cette septième et dernière saison a pour particularité d'avoir des accents très "British", pratiquement tous les épisodes se déroulent en Grande-Bretagne ou sont interprétés par des acteurs Britanniques.
L'autre particularité (et non des moindres) de cette saison est que le dernier épisode est le seul et unique réalisé en dessins animés.

## Épisodes

### Épisode 1:Virée fatale
- États-Unis : 19 avril 1996 sur HBO
- France : Inédit

- Natasha Richardson (Fiona Havisham)
- Bob Hoskins (Redmond)
- Greg Wise (Justin Amberson)
- Leslie Phillips (Mycroft Amberson)

### Épisode 2:Dernier Hommage
- États-Unis : 26 avril 1996 sur HBO
- France : Inédit

- Kerry Fox (Dolores)
- Julie Cox (Marlys)
- Emma Samms (Yvonne)

### Épisode 3:Une légère affaire de meurtre
- États-Unis : 3 mai 1996 sur HBO
- France : Inédit

- Christopher Cazenove (Larry)
- Francesca Annis (Sharon Bannister)

### Épisode 4:Évasion
- États-Unis : 17 mai 1996 sur HBO
- France : Inédit

- Martin Kemp (Lieutenant Luger)
- Roy Dotrice (Major Nicholson)

### Épisode 5:Horreur dans la nuit
- États-Unis : 24 mai 1996 sur HBO
- France : Inédit

- James Wilby (Nick Marvin)
- Elizabeth McGovern (Laura Kendall)
- Edward Tudor-Pole (Lou)

### Épisode 6:Guerre froide
- États-Unis : 31 mai 1996 sur HBO
- France : Inédit

- Ewan McGregor (Ford)
- Colin Salmon (Jimmy Picket)
- Jane Horrocks (Cammy)

### Épisode 7:Le Kidnappeur
- États-Unis : 7 juin 1996 sur HBO
- France : Inédit

- Steve Coogan (Danny Skeggs)
- Julia Sawalha (Teresa)
- Serena Gordon (La mère dans le parc)

### Épisode 8:Voix d'outre-tombe
- États-Unis : 14 juin 1996 sur HBO
- France : Inédit

- James Frain (Elliot)
- Siobhan Flynn (Arianne)
- Roger Ashton-Griffiths (Valdemar Tymrak)

### Épisode 9: Ronds tordus de fumée
- États-Unis : 21 juin 1996 sur HBO
- France : Inédit

- Daniel Craig (Barry)
- Paul Freeman (Alistair Touchstone)
- Ute Lemper (Jacqueline)
- Gayle Hunnicutt (Ellen)
- Denis Lawson (Frank)

### Épisode 10:Délit de faciès
- États-Unis : 28 juin 1996 sur HBO
- France : Inédit

- Anthony Andrews (Jonathan)
- Anna Friel (Angelica / Leah)
- Imelda Staunton (Sarah)

### Épisode 11:Confession
- États-Unis : 5 juillet 1996 sur HBO
- France : Inédit

- Eddie Izzard (Evans)
- Ciarán Hinds (Jack Lynch)
- Alun Armstrong (Inspecteur Herbert)

### Épisode 12:Entendu aujourd'hui... Oublié demain
- États-Unis : 12 juillet 1996 sur HBO
- France : Inédit

- Robert Lindsay (Glynn Fennell)
- Richard Johnson (Malcolm Lawson)

### Épisode 13:Le Troisième Cochon
- États-Unis : 19 juillet 1996 sur HBO
- France : Inédit

- Avec les voix de : Bob Goldthwait (Le Grand Méchant Loup)
- Brad Garrett (Le Cochon Zombie)
- Charles Adler (Les Deux premiers Cochons tués)
- Cam Clarke (Le Troisième Cochon)
- Jim Cummings (Le Juge loup)